# 맥스 (소프트웨어)
맥스(Max)는 사이클링 '74 사가 개발 및 관리하는 음악 및 멀티미디어용 프로그래밍 언어와 통합 개발 환경이다. 출시 이후 수많은 작곡가, 연주자, 소프트웨어 설계자, 연구원, 예술가들이 다양한 작업을 위해 사용해왔다.
맥스는 모듈로 이루어져있으며, 대부분의 루틴은 공유 라이브러리로서 존재한다. 또한 API를 통해 외부 개체 (external objects)라 불리는 새로운 루틴을 만들 수도 있다. 그 덕분에 맥스에는 Cycling '74와 관련이 없음에도 이러한 확장성을 통해 소프트웨어를 발전시켜나가는 수많은 개발자들이 존재한다. 맥스의 이러한 확장 가능한 디자인과, 프로그램의 구조와 UI를 동시에 보여주는 GUI로 인해 맥스는 인터랙티브 음악 퍼포먼스 소프트웨어를 개발하는 데 있어서 링구아 프랑카로 불리기도 한다.

## 역사
맥스의 시발점은 밀러 퓨케트가 1980년대 중반에 파리에 위치한 IRCAM에서, 작곡가들을 위한 인터랙티브 컴퓨터 음악 제작 툴로서 작성한 매킨토시용 패쳐 편집기였다. 패쳐 편집기는 1988년 필립 마누리가 컴퓨터와 피아노를 함께 사용하는 Pluton이란 작품에 최초로 사용되었는데, 이 때, 패쳐 편집기를 통해 컴퓨터와 피아노를 연결하고, 컴퓨터에서 소지텍 4X를 조작해 음성 처리를 하도록 하였다.
1989년, IRCAM 은 ISPW 시스템으로 맥스를 이식하고, 이와 같은 버전을 NeXT용으로 개발했으며, 이후에는 실리콘 그래픽스와 리눅스 버전으로도 이식하고, 이를 Max Faster Than Sound (Max/FTS)라 명명했다. 이는 후에 개발되는 Max/FTS의 후신인 MSP로 이어지게 된다.
1989년, IRCAM은 맥스의 판권을 옵코드 시스템즈에 넘긴다. 이후 1990년, 옵코드 시스템즈는 맥스로 이름을 변경한 뒤, 상업 버전을 판매하기 시작한다. 그러나 90년대 중반 즈음, 옵코드 시스템즈는 개발에 손을 떼기 시작했으며, 결국 1999년부터는 당시 옵코드 시스템즈에서 맥스를 개발하던 데이비드 지커렐리가 1997년 설립한 사이클링 '74에서 현재의 맥스를 판매하기 시작했다.

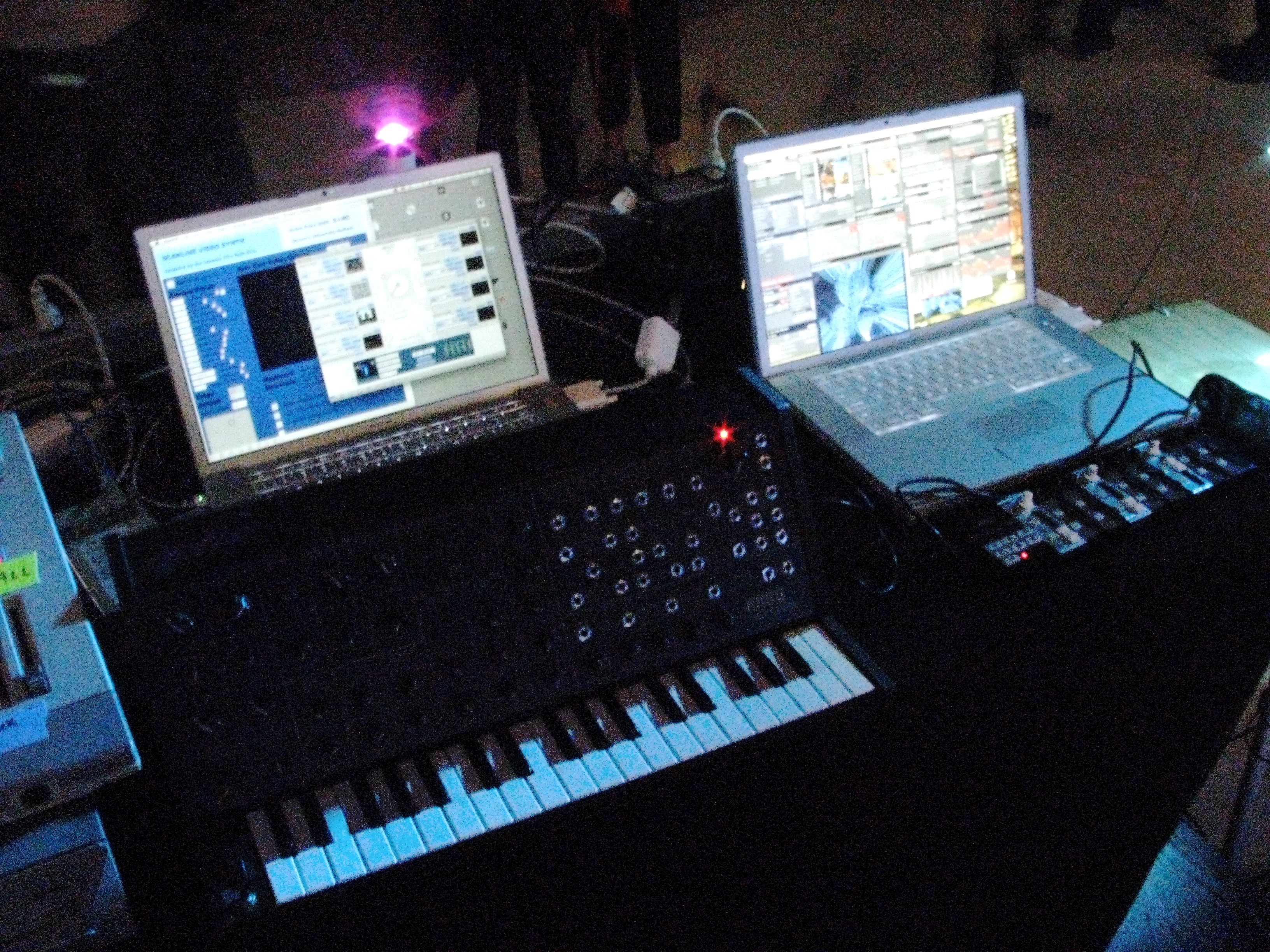
여러 대의 신시사이저와 악기들이 맥스에 연결된 모습.

한편 퓨케트는 1996년, 맥스와 유사한 완전히 새로운 자유 소프트웨어인 퓨어 데이터를 공개한다.
1997년, 맥스의 확장 프로그램인 MSP (Max Signal Processing, 혹은 Miller S. Puckette의 머릿글자) 가 출시되었는데, 이는 음성 처리를 위한 확장 프로그램의 모음으로, 실시간으로 디지털 오디오 신호를 처리할 수 있도록 해준다. 기존의 맥스는 MIDI 신호나 다른 프로토콜을 통해 하드웨어 신시사이저, 샘플러 등의 장비를 조작하는 것에서 그쳤으나, 이를 통해 직접 소프트웨어 신시사이저나 이펙터 등을 제작할 수 있게 되었다.
2003년, 사이클링 '74는 지터라는 영상 확장 프로그램을 공개한다. 이는 실시간 영상 처리, 3D 기능 등을 갖추고 있다.

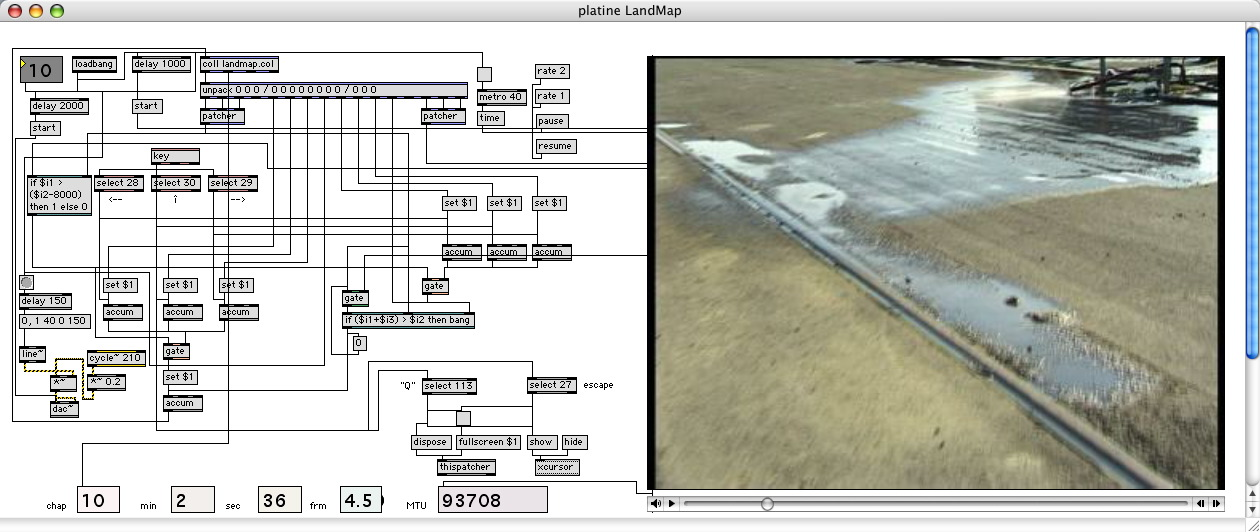
Max/MSP 구버전의 스크린샷.

## 같이 보기
- 퓨어 데이터